# Otto II van Zwaben
Otto II van Zwaben (ca. 1000 - bij Bonn, 7 september 1047) was hertog van Zwaben. Hij volgde zijn vader in 1034 op als paltsgraaf van Lotharingen, graaf van de Deutz- en Auelgouw, en voogd van de abdij van Brauweiler. 
Otto speelde een belangrijke rol in de mark Ename tussen 1044-1045, ter onderdrukking van de rebellie van hertog Godfried-met-de-Baard. Als beloning voor de geslaagde militaire campagne verkreeg hij op 7 april 1045 te Goslar van keizer Hendrik III het hertogdom Zwaben toegewezen. In ruil voor deze belening moest hij het paltsgraafschap, Duisburg en Kaiserswerth afstaan. 
In de mark Ename werd te Goslar een zoon van Boudewijn V van Vlaanderen aangesteld, die evenwel wegens rebellie het rijksleen werd ontnomen in 1047. In het Lotharings palatinaat werd Otto opgevolgd door zijn neef Hendrik I van Lotharingen. 
Hij overleed op circa 47-jarige leeftijd op de burcht Tomburg, toen hij net op het punt stond om opnieuw ten strijde te trekken als aanvoerder van de keizerlijke heerban. Hij werd begraven in de abdij van Brauweiler.
Otto was zoon van Ezzo en van Mathilde (979 – Echtz, 4 november 1025), dochter van keizer Otto II. Hij bleef ongehuwd.